# Paweł i Wirginia (serial telewizyjny)
Paweł i Wirginia (fr. Paul et Virginie) – francuski serial z 1974 roku. Polska premiera odbyła się w 1980 roku.

## Obsada
- Véronique Jannot – Wirginia
- Pierre-François Pistorio – Paweł
- Michèle Grellier – Zofia